# Andrzej Munk
Andrzej Munk (n. 16 octombrie 1921, Cracovia, Polonia – d. 20 septembrie 1961, Łowicz, Republica Populară Polonă) a fost un regizor de film polonez.

## Filmografie
- 1955: Błękitny krzyż
- 1956: Człowiek na torze
- 1957: Eroica
- 1960: Zezowate szczęście
- 1963: Pasażerka